# Rubiżne (obwód charkowski)
Rubiżne (ukr. Рубіжне) – wieś na Ukrainie, w obwodzie charkowskim, w rejonie wołczańskim, nad rzeką Doniec. W 2001 liczyła 649 mieszkańców.